# Lý Chiêu Hoàng
Lý Chiêu Hoàng (李 昭皇, Lý Phật Kim, Lý Thiên Hinh 1218 – 1278) byla vietnamská císařovna a zároveň poslední panovnice dynastie Lý.
Narodila se v roce 1218 jako dcera vietnamského císaře Lý Huệ Tônga, jako Lý Phật Kim. Již v roce 1224, ve věku sedmi let, se stala císařovnou, protože její otec byl duševně nemocný. Na radu císařského rádce Trần Thủ Độa ji otec nechal provdat za jeho synovce Trần Thái Tônga v jehož prospěch musela v roce 1225 abdikovat, čímž zanikla dynastie Lý a započala dynastie Trần.
Když se do devatenácti let nepovedlo Lý Chiêu Hoàng porodit syna, Trần Thái Tông ji sesadil do role princezny tím, že si v roce 1237 vzal ženu svého bratra Trần Liễua.
Lý Chiêu Hoàng se směla znovu vdát až v roce 1258, kdy si vzala generála Lê Phu Trâna se kterým měla dceru a syna.